# 旧東京三菱銀行横浜中央支店
旧東京三菱銀行横浜中央支店（きゅう とうきょうみつびしぎんこうよこはまちゅうおうしてん）は、神奈川県横浜市中区に所在する、1934年竣工の銀行建築である。2004年に、低層部に銀行の外観を残す高層マンションに改築された。

## 歴史
現在の三菱UFJ銀行の前身行の一つである第百国立銀行は1878年（明治11年）に創業し、1890年7月に南仲通5丁目に横浜支店を開設した。1905年に現在地に移転。1927年、第百銀行が川崎銀行と合併して川崎第百銀行となる。1934年（昭和9年）5月に本建築が完成した。川崎第百銀行は1936年11月に商号を第百銀行に戻したのち、1943年4月に三菱銀行に吸収合併され、三菱銀行横浜支店となる。1996年には三菱銀行と東京銀行が統合し、東京三菱銀行横浜中央支店となった。2003年度に、横浜市認定歴史的建造物に認定される。店舗の統廃合のためマンション業者に売却されたが、日本建築学会などから貴重な歴史建築の保存の要望が寄せられた。これを受け、マンション建設に際し低層部にファサードが復元されることとなった。
2004年に、1・2階に本銀行建築のファサードを残す地上21階建、総戸数135戸の分譲マンション「D'グラフォート横浜クルージングタワー」が完成した。

## 建築
本町通りと関内大通りが交わる、関内地区の主要交差点のひとつである本町3丁目交差点の角に位置する。設計を担当した矢部又吉は横浜出身で、川崎銀行の建築を多く手掛けた。イオニア式の大オーダーを持ち、ピラスター頂部やコーニス下端にクラシックの装飾帯を有する。